# 白月かなめ
白月 かなめ（しろつき かなめ）は、日本の女性声優。主にアダルトゲームに声をあてている。

## 経歴
中学2年生の頃に見た『今日からマ王!』の特番で、声優が喋ったり実際にアテレコするところを観て楽しそうだなと思い、声優を目指そうと思うようになったという。白月は普通の高校に進学するよりも早く声優の勉強を始めたいと考えており、高等専修学校に進学した。
3年生の時に専門学校への進学も考えて受験をした矢先、同時期専修学校で開かれたオーディションに受かり、声優事務所からオファーを受けた。そこで、1年間専門学校に通ったのち、事務所に入所した。最初は預かり所属という立場で事務所に併設された養成所に通い、それからジュニア所属となった。この事務所はアダルトゲームの仕事が多いことを聞いていたので、白月はそれを理解したうえで入所した。ただし、専修学校時代から事務所の養成所で通うまでの間、Hシーンの演技指導は受けたことはなかった。また、この当時の白月はアダルトゲームを入手できる場所を知らず、演技についてもよく知らなかった。そして、2012年にデビューを果たし、デビューから2作目となる『 JKとエロ医師 〜清純美少女JKを言葉巧みにハメたい放題〜』にてメインヒロインを演じた。その際、白月はブルゲLIGHT作品を遊んでから収録に臨んだ。
2013年に発売された『PriministAr』で演じた枝那森千里も、プレイヤーからの人気が高く、SNSでもキャラクターに対する好意を表す者がいたほか、のちに千里を主役としたファンディスクが作られた。
ユニゾンシフト：ブロッサムの『時計仕掛けのレイライン』シリーズにおいては、2012年に発売された第一作『時計仕掛けのレイライン -黄昏時の境界線-』ではくアンリ・シェブロというアンティークドールの遺品の役で登場したのち、第二作『時計仕掛けのレイライン -残影の夜が明ける時-』ではヒロインであるハイジちゃんことアーデルハイト・リッター・フォン・ヴァインベルガーを演じ、第三作目である『時計仕掛けのレイライン -朝霧に散る花-』にも続投した。この役について、白月はツンデレお嬢様は初めてだったうえ、難解な言葉が多かったと振り返る一方、プレイヤーからの評価が高い同作に参加できたことが自信につながり、自分の知名度が上がったという意味でも転機になった作品でもあり、シリーズ作品で同一のキャラクターを演じたのは貴重な体験だったとも語っている。
また、2013年にensembleから発売された『桜舞う乙女のロンド』でヒロインの門脇桜を演じて以来、数年間にわたり毎年のようにensemble作品に出演していた。白月は2024年のインタビューの中で『時計仕掛けのレイライン』シリーズのように同一人物ばかりを演じているわけではないため、前の作品の演技を認められたと思い、うれしかったと話している。また、ensemble作品では前作のキャラクターが次作にカメオ出演することが多いため、さらに印象に残りやすいのではないかと白月は分析している。

### 人物
名前の「白月かなめ」は、もともとは学生時代にゲームを語る掲示板などでハンドルネームとして使っていたもので、響きも良かったのでそのまま芸名にしたもの。読みは「しろつき」であるが、「しらつき」と間違えられることが多いという。
アニメやゲームが大好きで、休日にはずっとゲームをして過ごすことも多く、またキャラクターの誕生日にはよくケーキを買ってお祝いすることもあるという。自分が出演したゲームについても勉強を兼ねてプレイしているとのこと。
バストサイズはEカップ。

## 出演
太字は主役・メインキャラクター。

### アダルトゲーム

#### 2012年
- 母娘乱館（雪乃）
- 海蝕輪廻（奄美 汐香[4]）
- 姦白宣言（女B）
- 紅蓮華 -ぐれんか-（八重[5]）
- JKとエロ医師 〜清純美少女JKを言葉巧みにハメたい放題〜（清白 綾乃[6]）
- 時計仕掛けのレイライン -黄昏時の境界線-（アンリ・シェブロ[2]）
- ネトワクネトラル カレマチカノジョ（同い年タイプ）
- ヒミツのオトメ 〜ボクが女の子になった理由〜（倉地 咲月[7]）
- 魔法の歌姫クレシェンド・メロディ 〜ステージに響く淫声〜（妖精シャープ[8]）

#### 2013年
- あいこみゅ!! -IDOL Communication-（御室 梨緒[9]）
- yes, your highness（櫻子[10]）
- 虚ノ少女（川瀬 幸子、女学生、女教師、天恵会信者）
- 幻創のイデア〜Oratorio Phantasm Historia〜（結衣[11]）
- ココロ@ファンクション!（春咲 かすみ[12]）
- この大空に、翼をひろげて FLIGHT DIARY（霧乃 遙[13]）
- お嬢様はご機嫌ナナメ
- 桜舞う乙女のロンド（門脇 桜[2]）
- 星彩のレゾナンス（金澤 葉子[14]）
- そして煌めく乙女と秘密^5（櫻井 美優）[15]
- ChuSingura46+1 -忠臣蔵46+1-（片岡 源五右衛門[16]）
- 時計仕掛けのレイライン －残影の夜が明ける時－（アーデルハイト・リッター・フォン・ヴァインベルガー[17][2]）
- ノブレスオブルージュ（大日向 十四也、大日向 ルイ）[18][2]
- PriministAr -プライミニスター-（枝那森 千里[19][2]）
- 妹*シスター（日向ましろ）
- 夜這いする七人の孕女（矢向 巴[20]）

#### 2014年
- くのいちが如く 脱がせ!爆乳ニンジャーズ!（赤月 ひかり、賀当 れんげ）[21]
- 恋式マニュアル（陽ヶ下 穂花）[22]
- こいなか -小田舎で初恋×中出しセクシャルライフ-（廣瀬 もとか）[23]
- ココロ@ファンクション！ NEO（春咲 かすみ）[24]
- 子作りしようよ ソーマくん（レベリア＝マリナ）[25]
- 桜舞う乙女のロンド 〜あなたと見る冬桜〜（門脇 桜）[2]
- ジンコウガクエン2（楚）[26]
- 新世黙示録-Death March-（天宮 史音）[27]
- D.C.III P.P. 〜ダ・カーポIII プラチナパートナー〜（雪村 すもも[28]）
- ChuSingura 46+1 -忠臣蔵 46+1- 武士の鼓動 (A samurai's beat)（片岡 源五右衛門）[29]
- 天秤のLa DEA。戦女神MEMORIA（クーン・カリエステル）[30]
- 箱庭ロジック（桜庭 萌美）[31]
- パサージュ! 〜passage of life〜（北園 奈菜）[32]
- Re;Lord〜ヘルフォルトの魔女とぬいぐるみ〜（フィーネ・クラッセン）[33]
- レーシャル・マージ（メリル・ノースロップ）[34]
- ユニオリズム・カルテット（レミリエーラ・レティアハート）[35]

#### 2015年
- 姉とプリンセスは嫌われたくない。-俺のラブコメ18禁フラグ、またしても管理できず-（くりぃむ）[36]
- 恋する気持ちのかさねかた（皇城 一花）[37][2]
- こいなかlovers（廣瀬 もとか）[38]
- こころリスタ!（魔ア子）[39]
- 三極姫4〜天下繚乱 天命の恋絵巻〜（魏延文長）[40]
- シロガネ×スピリッツ!（空閑 ひなた）[41]
- 真・恋姫†英雄譚 1 〜乙女艶乱☆三国志演義［蜀］〜（曹洪）[42]
- 真・恋姫†英雄譚 2 〜乙女艶乱☆三国志演義［魏］〜（曹洪）[43]
- 戦極姫6〜天下覚醒、新月の煌き〜（伊達 政宗、柴田 勝家、石川 数正）[44]
- ソラコイ（アイリ）[45]
- 通心ぼ〜ママにもナイショの時間割〜（藤堂 ことね）[46]
- 時計仕掛けのレイライン -朝霧に散る花-（アーデルハイト・リッター・フォン・ヴァインベルガー）[47][2]
- 花の野に咲くうたかたの（島津 恋）[48]
- 毎日がハーレムすぎて王子は姫を決められないっ!（北条 絢乃）[49]
- マジカル☆ディアーズ（詩子＝ウェンタース）[50]
- 見上げてごらん、夜空の星を（吉岡 帆乃香）[51]
- ランス03 リーザス陥落（使徒 ガーネット）[52]
- Re;Lord 第二章 〜ケルンの魔女と黒猫〜（フィーネ・クラッセン）[53]

#### 2016年
- アリスティア・リメイン（一瀬 杏子）[54]
- 乙女が彩る恋のエッセンス（牧瀬 皐月、門脇 桜）[55][2]
- 乙女が彩る恋のエッセンス〜笑顔で織りなす未来〜（牧瀬 皐月）[56]
- 機動戦車チハたん（チハ、クズリ）
- 恋する気持ちのかさねかた 〜かさねた想いをずっと〜（皇城 一花）[57][2]
- サクラノモリ†ドリーマーズ（吹上 初音）[58]
- スクールさーばんつ！（間宮 奈々枝）
- 戦国†恋姫X〜乙女絢爛☆戦国絵巻〜（北条 十六夜 氏政）[59]
- D.C.III With You 〜ダ・カーポIII〜 ウィズユー（雪村 すもも）
- Deep Love Diary -恋人日記-（北園 千佳）[60]
- 新妻ふわトロ癒やらしエステ（百梨 蜜柑）[61]
- 仄暗き時の果てより
- 見上げてごらん、夜空の星を FINE DAYS（吉岡 帆乃香）[62]
- ヤキモチ彼女の一途な恋（白木 澪）[63]
- 遊聖天使プリマヴェールDrei（チカ）[64]
- ユニオリズム・カルテットA3-DAYS（レミリエーラ・レティアハート）[65]

#### 2017年
- あかときっ2！－紡ぐマホウと零れるヒカリ－（篠之目 依乃里）[66]
- 想いを捧げる乙女のメロディー（小石川 琴音）[67]
- ゴールデンアワー（梅田 千尋）[68]
- サクラノモリ†ドリーマーズ2（吹上 初音）[69]
- 純情化憐フリークス！（沼楽坂 理央）[70]
- 真・恋姫†夢想-革命- 蒼天の覇王（曹洪）[71]
- D.C.III DreamDays 〜ダ・カーポIII〜 ドリームデイズ（雪村 すもも）[72]
- 初情スプリンクル（刑部 奏）[73]
- BRAIN VALKYRIES 三国伝（夏侯惇、典韋、董卓）
- ぼくらの放課後戦争！（五十嵐 雫）
- ヤミと祝祭のサンクチュアリ（静）
- Re;Lord 第三章 ～グローセンの魔王と最後の魔女～（フィーネ・クラッセン）[74]

#### 2018年
- 処女はお姉さまに恋してる 3つのきら星（迫水 すみれ）[注 1]
- きゃらぶれーしょん! ～乙女は恋してキャラぶれる～（天鳳院 姫芽）
- 恋するココロと魔法のコトバ（一片 風祢）[76]
- 真・恋姫†夢想 -革命- 孫呉の血脈（曹洪）
- 虚空のバロック（七海 ひまり）[77]
- 見上げてごらん、夜空の星を Interstellar Focus（吉岡 帆乃香）
- 誰も知らない天体への涙 R18番外編1巻（綾芽 綴莉）
- 捻くれモノの学園青春物語 ～俺と彼女の裏表～（白井 美奈）

#### 2019年
- アママネ（鈴森 紗月）[78]
- 乙女騎士♥いますぐ私を抱きしめて（山吹 杏樹）
- クロスコンチェルト（西ノ宮 透子）
- JK妹。（兎ノ宮 愛結架）
- 白恋サクラ*グラム （天雨 リリエト）
- 真・恋姫†夢想 -革命- 劉旗の大望（曹洪）
- 誰も知らない天体への涙 本編3巻（綾芽 綴莉）
- 誰も知らない天体への涙 R18番外編2巻（綾芽 綴莉）
- 月の彼方で逢いましょう（倉橋 聖衣良）
- 夢と色でできている（七夕 紫織）

#### 2020年
- 白詰指輪 ～四つ娘の花嫁 俺、全員選びました～（花ノ宮 芽一）
- 月の彼方で逢いましょう SweetSummerRainbow（倉橋 聖衣良）
- Secret Agent ～騎士学園の忍びなるもの～（アナト）[2]
- 少女ドミナンス -独占欲の強すぎる愛娘 玲奈-（明石 玲奈）[79]
- ヒーリング・デイズ ～年の差彼女との甘々生活～（上坂 栞）[80]
- アママネ2（鈴森 紗月）[81]
- 恋愛×ロワイアル（梁染 汐音）[82]

#### 2021年
- 同級生リメイク （田町 ひろみ）[83]
- 閃鋼のクラリアス（シェリー=ラインスタッド）[84]
- Secret Agent影華 ～shadow flower～（アナト）[2]
- ハジラブ -Making*Lovers-（夜舟 初穂[85]）

#### 2022年
- 友だちから恋びとへ（天草 ひさぎ[2]）
- ハジラブ -Making*Lovers- ミニファンディスク Vol.02 小唄＆初穂編（夜舟 初穂）[86]
- ホームメイドスイートピー（藤野 さくら[87]）

#### 2023年
- 真・恋姫†英雄譚5 ～乙女耀乱☆三国志演義［魏］～（曹洪[88]）
- 乙女の剣と秘めごとコンチェルト（クレール・メルル）[89][2]

#### 2024年
- はじめるセカイの理想論 -goodbye world index-（ノゾミ先生[90]）
- 夜勤病棟リメイク（七瀬 恋）[91][2]
- サマバケ!すくらんぶる（母性）
- ゆめうつつクインテット（咲祈）

#### 2025年
- 初恋マスターアップ（天草 ひさぎ）

### ブラウザゲーム
- 真・恋姫†夢想～天下統一伝～（曹洪）

### オンラインゲーム
- アイオライトリンク（タチアナ）
- スクールさーばんつ！ (間宮 奈々枝)
- ぼくらの放課後戦争 (五十嵐 雫)
- ジェミニシード(トモエ、トワルル)
- デタリキZ 特別防衛局隊員の日常(赤城 陽菜)
- UNITIA 神託の使徒×終焉の女神（アトラ、レターニア、カロライン）
- ふるーつふるきゅーと！R (パプリカ)
- 宝石姫 JEWEL PRINCESS（インカローズ、スポジュミン）
- 要塞少女 (シオン、カザネ)
- あやかしランブル!(シノ)(ナギ)(ミカ)
- DeepOne〜虚無と夢幻のフラグメント〜(アイカ・ヴェナティオ)
- スイートホームメイド(湖池 花音)

### コンシューマーゲーム
- シロガネ×スピリッツ!（空閑 ひなた）[92]
- この大空に、翼をひろげて CRUISE SIGN（霧乃 遙）[93]
- 時計仕掛けのレイライン -陽炎に彷徨う魔女-（アーデルハイト・リッター・フォン・ヴァインベルガー[2]）
- 戦極姫7 ～戦雲つらぬく紅蓮の遺志～（真田 幸村、真田 信繁）
- アママネ（鈴森 紗月）
- アママネ2（鈴森 紗月）
- 同級生リメイクCSver（田町 ひろみ）[94]
- 白恋サクラ*グラム（2025年、天雨 リリエト）

### OVA
- 母娘乱館 THE ANIMATION 「琴音の章」（雪乃）[95]
- 夜這いする七人の孕女
  - 上巻「淫らな訪問者」（矢向 巴）[96]
  - 下巻「当主の花嫁」（矢向 巴）[97]
- こいなか -小田舎で初恋×中出しセクシャルライフ- THE ANIMATION（廣瀬もとか）[98]

### オーディオドラマ
- ダキカノ（2016年、宮内 千鶴）

### ラジオ
- AXLラジオ「レーシャル・マージ」王立選抜学院 放送部！（音泉：2014年3月21日 - 6月6日）[99]

#### ラジオCD
- ラジオCD AXLラジオ「レーシャル・マージ」王立選抜学院 放送部！[100]